# ثنائي ميثوكسي الإيثان
ثنائي ميثوكسي الإيثان (يرمز له اختصاراً DME، كما يعرف باسم غلايم glyme) عبارة عن مركب عضوي له الصيغة المجملة C4H10O2، وهو عبارة عن سائل عديم اللون له رائحة الإيثر. ينتمي المركب إلى مجموعة الإيثرات، وهو من المذيبات العضوية اللابروتونية.

## الخواص
يمتزج ثنائي ميثوكسي الإيثان مع الماء ومع العديد من المذيبات العضوية الأخرى، بحيث يمكنه أن يحل مزيج من مركبات عضوية مع الأملاح، كما يمكنه أن يحل السكريات قليلة أو كثيرة التعدد.
يمكن لثنائي ميثوكسي الإيثان أن يشكل مزائج فوق أكاسيد قابلة للاشتعال وذلك نتيجة التعرض لأكسجين الهواء وبفعل الأشعة فوق  البنفسجية. هذه المزائج عندما تتراوح نسبها بين 1.6 و 10.4 % حجماً تكون متفجرة.

## التحضير
يمكن لثنائي ميثوكسي الإيثان أن يحضر بعدة طرق:
إما أن عن طريق اصطناع وليامسون للإيثر Williamson ether synthesis وذلك بمفاعلة ملح الصوديوم لمركب 2-ميثوكسي الإيثانول مع كلورو الميثان:
2 CH3OCH2CH2OH + 2 Na → 2 CH3OCH2CH2ONa + H2↑
CH3OCH2CH2ONa + CH3Cl → CH3OCH2CH2OCH3 + NaCl
أو عن طريق ألكلة 2-ميثوكسي الإيثانول كبريتات ثنائي الميثيل. كما يمكن أن تجري عملية التحضير فصم حلقة أكسيد الإيثيلين بوجود ثنائي ميثيل الإيثر. يحفز التفاعل عن طريق حمض لويس مثل ثلاثي فلوريد البورون أو معقده مع ثنائي ميثيل الإيثر، إلا أن انتقائية التفاعل ضعيفة حيث تتشكل مركبات مضاعف وثلاثي ورباعي ثنائي ميثوكسي الإيثان، والتي يمكن أن تفصل عن بعضها بالتقطير. 
CH3OCH3 + CH2CH2O → CH3OCH2CH2OCH3

## الاستخدامات
- يستخدم ثنائي ميثوكسي الإيثان كمذيب على نطاق واسع، حيث يعد أحد البدائل مرتفعة نقطة الغليان لمذيبات مثل ثنائي إيثيل الإيثر ورباعي هيدرو الفوران.
- يستطيع ثنائي ميثوكسي الإيثان معقدات متمخلبة مع الكاتيونات حيث يتصرف على هيئة ربيطة ثنائية السن، لذلك فهو يستعمل في الكيمياء العضوية الفلزية مثل تفاعل غرينيار واختزال الهيدريد، بالإضافة إلى تفاعلات الازدواج المحفزة بالبالاديوم مثل تفاعل سوزوكي وتفاعل ستايل Stille reaction.